# Kaštel Novi
Kaštel Novi (olaszul: Castelnuovo) Kaštela városrésze, egykor a hét településből álló Kaštela község egyik, települése Horvátországban Split-Dalmácia megyében.

## Fekvése
Splittől légvonalban 9, közúton 20 km-re nyugatra, Trogirtól 8 km-re északkeletre, Dalmácia középső részén, a Kaštelai-öbölben, Trogir és Split városa között fekszik. Fő forgalmi ütőere a ma Franjo Tuđman egykori horvát elnök nevét viselő régi kaštelai főút, mely tulajdonképpen a Marmont marsall idejében épített spliti főút egy szakasza.

## Története
Határában a római korban jött létre az első település, amikor a Kaštelai mező nyugati részén a mai Bijaći területén 42-ben Claudius római császár megalapította Siculit, és itt telepítette le a VII. és IX. legio veteránjait. A Római Birodalom bukása után 476-ban ez a terület a Bizánci Birodalom fennhatósága alá került. A 7. század elején a betörő avarok és szlávok elfoglalták Salona városát, a római lakosság hajókon a közeli nagyobb városokba menekült. Az elpusztított területen a század folyamán a horvátok ősei települtek le. Ők alapították meg a városrész területén a középkori Baba, Veliki i Mali Bijać településeket. Bijaći a 9. században horvát fejedelmi birtok volt, ahonnan Trpimir fejedelem 852. március 4-én oklevelet is keltezett, melyben először említi a horvátok nevét. Később ez a nap lett Kaštela város napja. II. András magyar király egy 1207-ben kiadott oklevele szerint Bijaći királyi birtok volt, mely egészen a tengerig lenyúlott és magában foglalta az egész Pomorjét. Később a királyi birtok az adományozások folytán felosztódott. A török veszély közeledtére a trogiri és spliti nemesek Kaštela területén jelentős védelmi építkezésbe kezdtek. Az első vár az innen keletre fekvő Stari Kaštel területén 1476-ban épült fel Koriolan Ćipiko trogiri nemes, gályaparancsnok költségén. Példáját számos helyi nemes követte. 

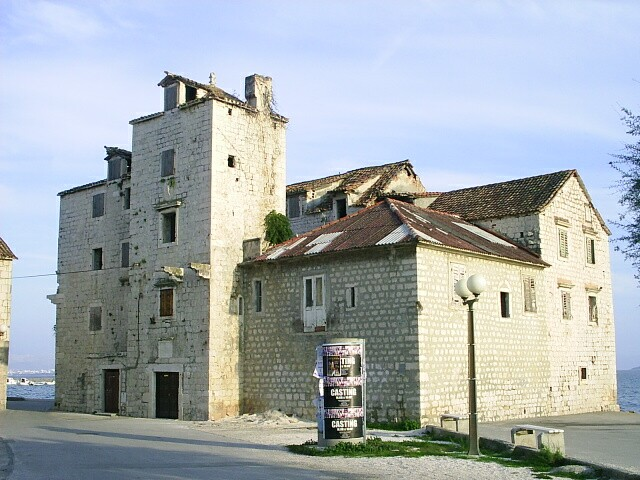
Kaštel Novi vára

 Kaštel Novit unokaöccse Pavao Antun Ćipiko építtette birtokai és jobbágyai védelmére csaknem negyven évvel később 1512-ben, ezért kapta a Kaštel Novi azaz új vár nevet. A vár körül erődített települést épített és ide telepítette le a török elől elmenekült kozjakiakat. A török veszély megszűnése után a település a falakon kívül is terjeszkedett. Északi oldalára, ahol a felvonóhíd is volt épült meg a település főtere a Brce. 1797-ben a Velencei Köztársaság megszűnésével a település a Habsburg Birodalom része lett. 1806-ban Napóleon csapatai foglalták el és 1813-ig francia uralom alatt állt. A francia uralom idejére esik a Trogirt Kaštelán keresztül Split városával összekötő főút építése. Napóleon bukása után ismét Habsburg uralom következett, mely az első világháború végéig tartott. A város első iskoláját 1819-ben nyitották meg. A városnak 1857-ben 937, 1910-ben 1143 lakosa volt. Az I. világháború után rövid ideig az Olasz Királyság, ezután a Szerb-Horvát-Szlovén Királyság, majd Jugoszlávia része lett. A második világháború idején olasz csapatok szállták meg. A háború után a szocialista Jugoszlávia része lett. Fejlődött az ipar és a mezőgazdaság, mely sok betelepülőt vonzott. 1986-ban megalakult Kaštela község, majd a független horvát állam létrejötte után Kaštela városi rangot kapott és Kaštel Novi önálló településből a város része lett. Lakossága 2011-ben 6411 fő volt.

## Lakosság

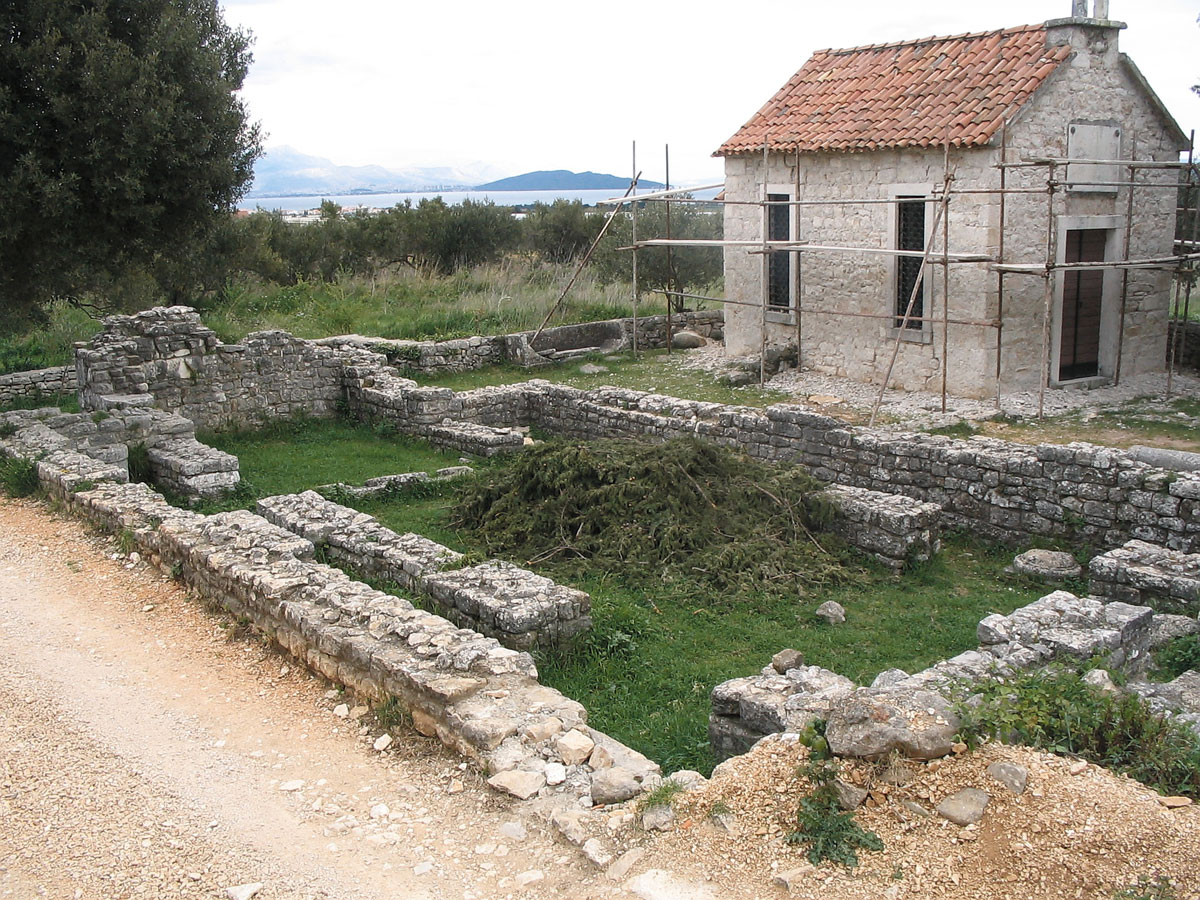
Bijaći, római romok a Szent Onofria templommal

| Lakosság változása | Lakosság változása | Lakosság változása | Lakosság változása | Lakosság változása | Lakosság változása | Lakosság változása | Lakosság változása | Lakosság változása | Lakosság változása | Lakosság változása | Lakosság változása | Lakosság változása | Lakosság változása | Lakosság változása | Lakosság változása |
| ------------------ | ------------------ | ------------------ | ------------------ | ------------------ | ------------------ | ------------------ | ------------------ | ------------------ | ------------------ | ------------------ | ------------------ | ------------------ | ------------------ | ------------------ | ------------------ |
| 1857               | 1869               | 1880               | 1890               | 1900               | 1910               | 1921               | 1931               | 1948               | 1953               | 1961               | 1971               | 1981               | 1991               | 2001               | 2011               |
| 937                | 1.011              | 987                | 1.079              | 1.172              | 1.143              | 1.346              | 1.300              | 1.246              | 1.533              | 1.789              | 2.295              | 3.128              | 4.050              | 5.309              | 6.411              |

## Nevezetességei
- 1512-ben a trogiri nemes, Pavao Antun Cippico engedélyt kapott a velencei hatóságoktól, hogy a török támadások elleni védelem érdekében tornyot és megerősített települést építsenek. A tornyot a tengerben építették, melyet híd köti össze a szárazfölddel. A torony[4] földszintből és három emeletből áll. A déli homlokzat második emeletén fennmaradtak a torony építésének idején épített konzolok és az erkély két ajtaja. A déli homlokzat reprezentatív volt, mert közvetlenül nem volt kitéve támadásoknak, míg az északi homlokzat inkább védelmi jellegű. Itt a második emeleten fennmaradtak a 16. század végén épült erkélykonzol maradványai. Az északi homlokzat ajtaja felett az Ćipiko család címere látható két oldalán oroszlánok faragott domborműveivel.[4]
- A városrész főterén fennmaradt az 1775-ben épített városi loggia[5] a toronyórával és benne a haranggal.
- Szent Péter apostol tiszteletére szentelt római katolikus plébániatemplomát[6] a 13. századi Sv. Petra od Klobučca kolostor templomának alapjain építették. Elődje a bencés kolostor volt a település legősibb épülete. Később többször átépítették. A templomnak gazdag kincstára van, melyben ezüst liturgikus tárgyak és miseruhák láthatók. Mellékbejáratán egy 1566-ból származó horvát nyelvű bevésett felirat látható.
- A žestinji Szent György-templom[7] a Trečanica-hegy lábánál fekvő 12. századi Miran település középkori plébániatemploma volt, melyet később Žestinjnek neveztek. Egyhajós épület, négyszögletes apszissal. A templom lehetséges román kori keltezését az áthidaló jelzi, az épület és homlokzatának megjelenése azonban az idők folyamán jelentősen megváltozott. A templom körül a késő középkor és a kora újkor (14-16. század) temetője található.
- Bijaći (Biachi) a kaštelai mező nyugati részén fekvő ókori település volt, melyet az 1. században Claudius római császár alapított a siculi katonai táborban állomásozó VII. és IX. legio veteránjainak részére. A 9. században horvát fejedelmi birtok volt, ahonnan Trpimir fejedelem oklevelet is keltezett. A 205 méter magas Vela Bijaća dombon 1475-ben Szent Onofria tiszteletére templomot építettek. 1378-ban a velencei-genovai háború idején őrtorony állt itt. A régészeti feltárás során egy a 10. és 16. század között lakott település maradványai és temetője került elő. Többször pusztították hadak, de lakossága mindig visszatért. A török pusztította el végleg a 16. században, elmenekült lakossága Kaštel Štafileot népesítette be.
- Szent Rókus tiszteletére szentelt temploma a városrész északkeleti részén található. 1586-ban építették egy korábbi, gótikus templom alapjain.
- A Kozjak-hegység déli lejtőjén a Kaštelai mező területén szőlő- és olajfaültetvények között található a kis Gospe od Špiljana, vagy más néven Stomorije templom.[8] A templomot 1189-ben építették, valószínűleg az egykori Kozjak falu alapításával egyidejűleg. A templom az apszisában látható ókeresztény, két delfint és keresztet ábrázoló domborművéről nevezetes. A templomot évszázados fák övezik, ahol bibliai kertet alakítottak ki száztíz olyan növénnyel, melyeket a Biblia is említ.
- Itt nemesítették ki több száz éve a kaštelai Crljenak szőlőfajtát, mely a világon Zinfandelként ismert. A Kaliforniában széles körben elterjedt szőlő eredetére 2001-ben találtak rá itt Kaštel Novin Ivica Radunić szőlőjében, ahol 22 tő maradt meg belőle és genetikailag teljesen azonosnak bizonyult a világon ismert Zinfandellel. A Crljenakból készítették reneszánsz horvát költők kedvenc borát, amelyet aztán ők több ízben is megénekeltek. A Crljenak valószínűleg először Bécsbe jutott el, ahol a monarchiabeli szőlőfajtákat mind begyűjtötték, és onnan kerülhetett ki Amerikába. A Szűz Mária tiszteletére szentelt kis templom közelében Stomoriján emlékmű emlékeztet a Zinfandel itteni eredetére.

## Fordítás
- Ez a szócikk részben vagy egészben  a   Kaštela című horvát Wikipédia-szócikk ezen változatának fordításán alapul.  Az eredeti cikk szerkesztőit annak laptörténete sorolja fel. Ez a jelzés csupán a megfogalmazás eredetét és a szerzői jogokat jelzi, nem szolgál a cikkben szereplő információk forrásmegjelöléseként.
- Ez a szócikk részben vagy egészben  a   Bijaći című horvát Wikipédia-szócikk ezen változatának fordításán alapul.  Az eredeti cikk szerkesztőit annak laptörténete sorolja fel. Ez a jelzés csupán a megfogalmazás eredetét és a szerzői jogokat jelzi, nem szolgál a cikkben szereplő információk forrásmegjelöléseként.